# 1723 Klemola
1723 Klemola è un asteroide della fascia principale del diametro medio di circa 31,3 km. Scoperto nel 1936, presenta un'orbita caratterizzata da un semiasse maggiore pari a 3,0135827 au e da un'eccentricità di 0,0417806, inclinata di 10,93421° rispetto all'eclittica.
L'asteroide è dedicato alla direttrice scolastica e astronoma amatoriale finlandese Irja Klemola e all'astronomo statunitense Arnold Richard Klemola.
Con diciannove diverse designazioni provvisorie è l'asteroide che ne ha il maggior numero.